# Bassano (cantante)
Bassano, pseudonimo di Antonio Bassano Sarri (Casalpusterlengo, 3 giugno 1946 – Casalpusterlengo, 7 giugno 1992), è stato un cantante italiano.

## Biografia
Negli anni sessanta fece parte de i Farnesi, gruppo beat piacentino. Si dedicò poi alla carriera solista, incidendo alcuni 45 giri per la Saint Martin Record. Partecipò al Festival di Sanremo 1973 con Cara amica  che non entrò in finale. Passò poi alla City Record, per cui incise altri dischi accostandosi alla Disco music, continuando l'attività soprattutto dal vivo. Pochi anni dopo abbandonò la carriera musicale.
Nel 1992 perde la vita per suicidio in un tragico episodio di cronaca.

## Discografia parziale

### Singoli
- 1969 – Crederò/L'uomo che non saprà mai (MPM, 020; con i Farnesi)
- 1973 – Cara amica/L'amore mio abbraccia il mondo (Saint Martin Record, SMR 1701)
- 1978 – Grazie dei fior/Torno a casa (Skorpion, SK 3/213.)
- 1978 – Aspetta ancora/Una notte fra noi (City Record, C 6407)
- 1981 – A Milano/Domani (City Record, C 6428)